# Estádio Fonte Nova
Estádio Fonte Nova, officiellt Estádio Octávio Mangabeira, var en fotbollsarena i Salvador, Bahia, Brasilien. Arenan började byggas den 28 januari 1951, och invigdes samma år. Den stängdes ner den 26 november 2007, och revs för att ge plats till den nya fotbollsarenan Arena Fonte Nova.